# 馬卡里區

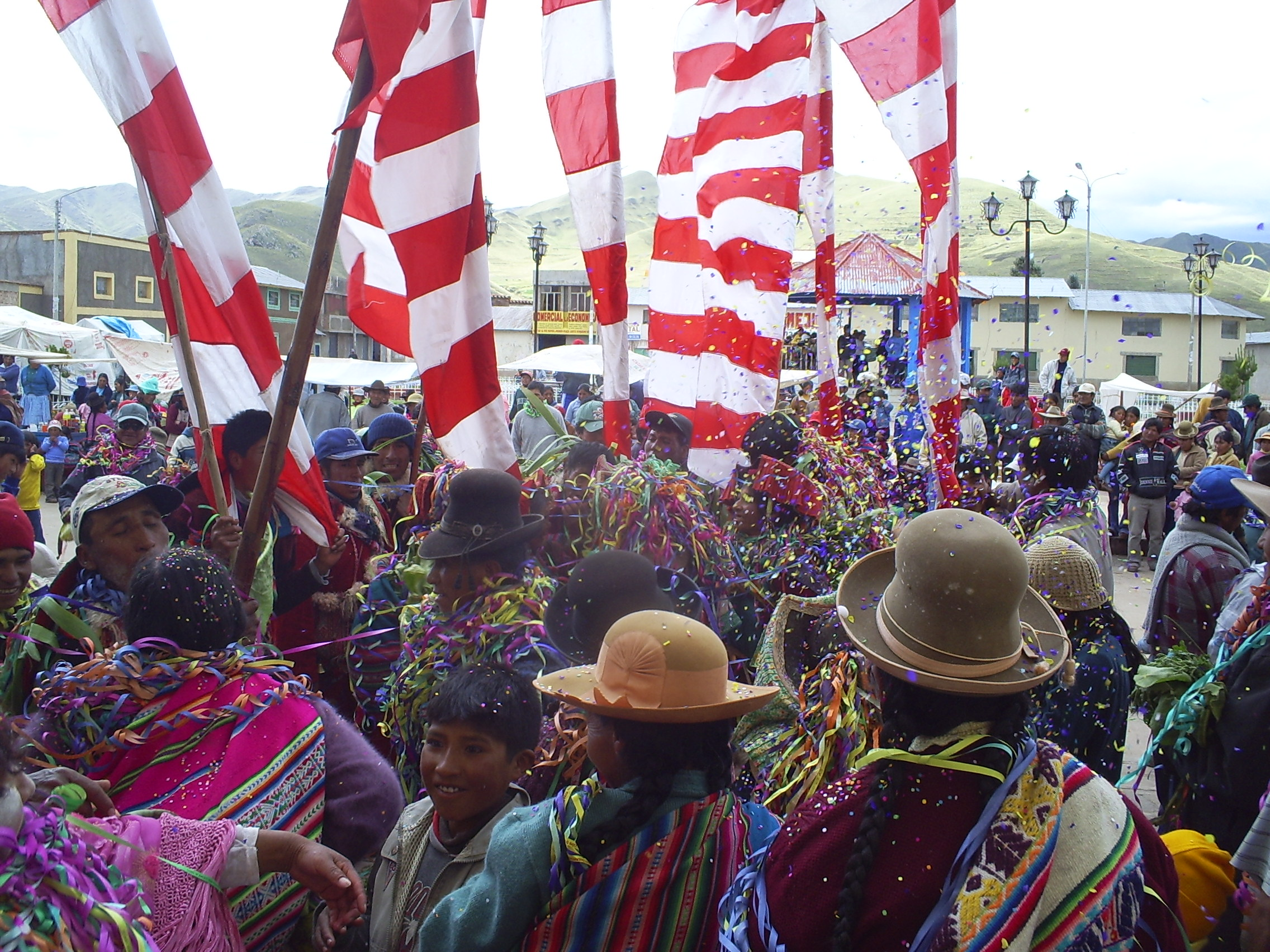

馬卡里區（西班牙語：Distrito de Macari），是秘魯的一個區，位於該國東南部普諾大區的梅爾加省，面積673.78平方公里，海拔高度3,970米，2005年人口8,731，人口密度每平方公里13人。